# European Touring Car Championship 2002
FIA European Touring Car Championship 2002 kördes över 20 deltävlingar. Fabrizio Giovanardi vann titeln.

## Säsonger
| Bana                          | Segrare Race 1      | Märke      | Segrare Race 2      | Märke      |
| ----------------------------- | ------------------- | ---------- | ------------------- | ---------- |
| Circuit de Nevers Magny-Cours | Fabrizio Giovanardi | Alfa Romeo | Fabrizio Giovanardi | Alfa Romeo |
| Silverstone Circuit           | Nicola Larini       | Alfa Romeo | Fabrizio Giovanardi | Alfa Romeo |
| Brno Circuit                  | Fabrizio Giovanardi | Alfa Romeo | Fabrizio Giovanardi | Alfa Romeo |
| Circuito del Jarama           | Fabrizio Giovanardi | Alfa Romeo | Nicola Larini       | Alfa Romeo |
| Scandinavian Raceway          | Nicola Larini       | Alfa Romeo | Jörg Müller         | BMW        |
| Motorsport Arena Oschersleben | Dirk Müller         | BMW        | Dirk Müller         | BMW        |
| Circuit de Spa-Francorchamps  | Nicola Larini       | Alfa Romeo | Jörg Müller         | BMW        |
| Autodromo di Pergusa          | Fabrizio Giovanardi | Alfa Romeo | Fabrizio Giovanardi | Alfa Romeo |
| Donington Park                | Dirk Müller         | BMW        | Jörg Müller         | BMW        |
| Circuito do Estoril           | Fabrizio Giovanardi | Alfa Romeo | Jörg Müller         | BMW        |

## Slutställning
| Plats | Förare              | Märke      | Poäng |
| ----- | ------------------- | ---------- | ----- |
| 1     | Fabrizio Giovanardi | Alfa Romeo | 122   |
| 2     | Jörg Müller         | BMW        | 93    |
| 3     | Nicola Larini       | Alfa Romeo | 86    |
| 4     | Dirk Müller         | BMW        | 70    |
| 5     | Rickard Rydell      | Volvo      | 56    |
| 6     | Fredrik Ekblom      | BMW        | 21    |
| 7     | Tom Coronel         | BMW        | 16    |
| 8     | Jordi Gené          | BMW        | 12    |
| 9     | Duncan Huisman      | BMW        | 9     |
| 10    | James Hanson        | Volvo      | 7     |